# Мали Корели
64° 27′ 16″ N 40° 56′ 18″ E / 64.45444° С; 40.93833° И
Мали Корели (рус. Малые Корелы) је село у Приморском округу Аркхангељске области, на северу Русије. Главна знаменитост села је музеј на отвореном, који садржи традиционалну дрвену архитектуру подручја Архангељск. Музеј се налази на десној обали реке Северне Двине близу ушћа реке Корелка, око 25 km (16 mi) југоисточно од града Архангељск.

## Историја
Музеј је настао 17. јула 1964. године. Традиционална дрвена архитектура препозната је у то време као једна од најистакнутијих карактеристика северне Русије а неке од зграда, цркава, капела и сељачких кућа смештене по читавој Архангељској области су стављене под заштиту државе. Циљ стварања музеја био је спасавање најзначајнијих дрвених споменика и стављање под заштиту у оквиру музеја. Прва зграда, ветрењача (1744) из села Бор, пресељена је у музеј 1968. године. 1972. године, прва експонатна поставка, икона која приказује Светог Јакова Заведејева, пренета је у музеј. Паралелно са пребацивањем зграде, одлучено је да ће се музеј поделити на више сектора, који представљају различите историјске области. Први сектор, који представља Каргопол и Онега, завршен је 1973. године, а 1. јуна 1973. године музеј је отворен за јавност.
Музеј је 1983. године постао члан Удружења музеја на отвореном. Музеј, који је претходно био подређен Музеју ликовних уметности Аркхангељск, 1986. године постао је независна музејска јединица. 1995. године проглашен је за споменик културе од федералног значаја.Шаблон:RKN base Лидија Бостриом је била директор музеја између 1975. и 2005. године.

## Колекције
Музеј обухвата главни изложбени простор, који се налази у близини села Мали Корели и још три споменика који се налазе на другим местима:
- Кућа Марије Куницине, кућа богатог рибара (почетак 20. века), у Аркхангељску;
- Црква Св. Николе (1581-1584) у селу Љавља, Приморски округ;
- Троструки црквени ансамбл у селу Нионокса, град Северодвинск, који се састоји од цркве Тројице (1727), цркве Св. Николе (1762) и звоника (1834).

Главна област музеја подељена је на четири сектора:
- Сектор Каргопол и Онега, који представљају југозападни део Архангељске области, реку Оњегу и села око града Каргопољ;
- Сектор Двина, који представља реку Сјеверну Двину;
- Мезен сектор, који представља реку Мезен;
- Пинега сектор, који представља реку Пинега. Овај сектор је тренутно непотпун.